# Ritorno al bosco dei cento acri
Ritorno al Bosco dei Cento Acri (Return to the Hundred Acre Wood) è un romanzo per ragazzi, sequel del classico inglese per l'infanzia Winnie Puh (1926), tradotto da Guia Risari e pubblicato da Salani Editore. Il libro è stato scritto da David Benedictus, che ha cercato di imitare lo stile dell'autore di Winnie the Pooh A. A. Milne, e illustrato da Mark Burgess, che ha fatto lo stesso con lo stile del precedente illustratore E. H. Shepard.

## Trama
Christopher Robin è finalmente tornato nel Bosco dei Cento Acri con la sua bici blu, e subito gli animali organizzano una festa in suo onore. Insieme vivranno molte avventure e faranno conoscenza con un nuovo personaggio: Lotty, una lontra, conosciuta a causa di un problema con l'acqua nel bosco.
Alla fine, Christopher Robin si congeda dagli animali del bosco e torna a casa.

## Capitoli
- Capitolo Primo, nel quale Christopher Robin ritorna.
- Capitolo Secondo, nel quale Gufo fa le parole crociate e si organizza una gara di Ortografia.
- Capitolo Terzo, nel quale Coniglio organizza quasi tutto.
- Capitolo Quarto, nel quale smette di piovere per sempre e qualcosa di strano esce dal fiume.
- Capitolo Quinto, nel quale Puh parte alla ricerca di miele.
- Capitolo Sesto, nel quale Gufo diventa un autore e poi smette di esserlo.
- Capitolo Settimo, nel quale Lotty fonda un'Accademia e tutti imparano qualcosa.
- Capitolo Ottavo, nel quale ci viene spiegato il gioco del cricket.
- Capitolo Nono, nel quale Tigro sogna l'Africa.
- Capitolo Decimo, nel quale si organizza una Festa del Raccolto nel Bosco e Christopher Robin fa una sorpresa.

## Traduzione italiana
La traduzione italiana di Guia Risari è fedele al testo originale del libro, pur rispettando la traduzione del 1993 dell'editore Luigi Spagnol per i primi due volumi Winnie Puh e La strada di Puh. Sono stati mantenuti i nomi di Porcelletto, Gufo, Coniglio, Tigro, Isaia, Can e Guro per rispettare il testo originale. Il nome del protagonista, Winnie the Pooh, invece, è stato usato come Winnie Puh, per rispettare la traduzione precedente di Luigi Spagnol.

## Edizioni
- David Benedictus, Ritorno al Bosco dei cento acri, collana Narrativa, traduzione di Guia Risari, illustrazioni di Mark Burgess, Milano, Nord-Sud Editore, 2018  [2009], ISBN 978-88-8203-941-7, SBN PAV0154312.